# Вісник кримінального судочинства
«Вісник кримінального судочинства» — відомий авторитетний науково-практичний журнал, що відзначається своєю значущістю у галузі юридичених наук. Видання спеціалізується на висвітленні та аналізі актуальних питань кримінального судочинства, надаючи платформу для обміну фундаментальними науковими дослідженнями, науковими висновками та іншими ключовими аспектами, пов'язаними з кримінальною юстицією і судовою системою представникам Київського національного університету імені Тараса Шевченка, Національної академії внутрішніх справ України та Національної академії Служби безпеки України, а також інших закладів вищої освіти та науково-дослідих установ України. «Вісник кримінального судочинства» був заснований у 2015 році. Головою редакційної колегії є видатний український правозахисник, науковець, проректор Київського національного університету імені Тараса Шевченка, доктор юридичних наук, професор, заслужений діяч науки і техніки – Погорецький Микола Анатолійович.
Наділений статусом джерела авторитетної інформації та аналітичних матеріалів, «Вісник кримінального судочинства» відіграє провідну роль у збагаченні наукового дискурсу та сприяє подальшому розвитку судової та кримінально-правової науки.
«Вісник кримінального судочинства» внесено до переліку фахових видань у галузі юридичних наук (Наказ Міністерства освіти і науки України від 07.10.2015 р. № 1021); міжнародних, закордонних і національних реферативних та наукометричних баз даних: «Index Copernicus International» (Польща), «Polska Bibliografia Naukova» (Польща, PBN), «Directory of Research Journals Indexing» (DRJI), «Academic Resource Index» (ResearchBib, Японія), «Citefactor Indexing» (США), «Scientific Indexing Services» (США), Google Академія (Google Scholar), «Наукова періодика України» в Національній бібліотеці України імені В.І. Вернадського» (Україна).

## Історія
На початку шляху «Вісника кримінального судочинства», коли ідея його створення тільки зроджувалася, науково-юридична спільнота відчувала потребу в спеціалізованому форумі, який об'єднував би найвищі стандарти наукового дослідження та експертний погляд на проблематику кримінального судочинства.
22 грудня 2014 року є визначною датою для видання, оскільки саме в цей день Вчена рада юридичного факультету Київського національного університету імені Тараса Шевченка рекомендувала перший випуск до друку, затвердивши це рішення відповідним протоколом.

У 2015 році в світ виходить перший номер журналу присвячений проблемам досудового розслідування. Вже на той момент редакційною колегією вісника, очолюваною головним редактором Погорецьким Миколою Анатолійовичем, була сформульована основоположна мета вісника:
сприяння підвищенню науково-теоретичної, методичної кваліфікації науково-педагогічних працівників університету, інших вищих юридичних навчальних закладів й факультетів.
Натомість завдання вісника набули ще більшої конкретизації:
популяризація новітніх досягнень та обмін передовим досвідом у сфері кримінального судочинства, юридичної освіти, обговорення проблем підготовки майбутніх юристів, актуальних питань теоретичного та практичного характеру.
З того часу «Вісник кримінального судочинства» не лише набув статусу «Primus inter pares» (лат. "перший серед рівних"), але й закріпив за собою регалію джерела правового знання та місця вільного обміну науковими здобутками, платформою для дискусій, де теоретичні доробки науковців спрямовуються на їх практичне втілення.

### Засновники
«Вісник кримінального судочинства» виділяється фаховим колективом засновників, що поєднує в собі лідерів в галузі науки, права та безпеки в Україні.
1. Київський національний університет імені Тараса Шевченка: Ключовий засновник, що збагачує науковий аспект видання. Університет є не лише місцем, де формуються майбутні юридичні експерти, але й епіцентром наукових відкриттів в сфері кримінального судочинства.
2. Національна академія внутрішніх справ: Засновник, який сприяє обміну досвідом та реальними кейсами, що визначає практичну цінність матеріалів Вісника.
3. Національна академія Служби безпеки України: Засновник, що додає погляд з позиції національної безпеки. Акцент на аспектах, пов'язаних із збереженням стабільності та безпеки в державі.
4. Товариство з обмеженою відповідальністю "Правова Єдність": Засновник, який репрезентує громадянське суспільство та підкреслює важливість юридичної грамотності в усіх шарах суспільства.

## Редакційна колегія
Склад редакційної колегії «Вісника кримінального судочинства» формується із видатних діячів освіти і науки, високопосадовців органів державної влади та управління, фахівців у галузі правозахисної діяльності та видатних громадських діячів. Такий різноманітний склад редколегії дозволяє забезпечити високий науковий рівень та широкий спектр поглядів на різноманітні аспекти кримінального судочинства. Вчені та фахівці з різних галузей привносять свої унікальні знання та досвід, забезпечуючи багатогранний підхід до аналізу та обговорення матеріалів, що публікуються у журналі. Редакційна колегія виступає ключовим фактором у забезпеченні об'єктивності та високої якості наукового вмісту видання.

### Головний редактор
Погорецький М.А., доктор юридичних наук, професор, заслужений діяч науки і техніки України.

#### Перший заступник головного редактора
Хотинська-Нор О.З., доктор юридичних наук, професор.

##### Заступники головного редактора
Топорецька З.М., доктор юридичних наук, доцент.

###### Відповідальні секретарі
Лисаченко Є.І., доктор філософії.

###### Члени редакційної колегії
Бабаніна В.В., доктор юридичних наук, доцент; Бірюкова А.М., доктор юридичних наук, доцент; Вапнярчук В.В., доктор юридичних наук, професор; Варфоломеєва Т.В., доктор юридичних наук, член-кор. НАПрН України; Вознюк А.А., доктор юридичних наук, професор; Вільгушинський М.Й., доктор юридичних наук, доцент; Волинець Р.А., доктор юридичних наук, доцент; Гринюк В.О., доктор юридичних наук, професор; Грібов М.Л., доктор юридичних наук, професор; Гребенюк М.В., канд. юрид. наук, доцент; Дудоров О.О., доктор юридичних наук, професор; Журавель В.А., доктор юридичних наук, професор, акад. НАПрН України; Захарченко П.П., доктор юридичних наук, професор; Капліна О.В., доктор юридичних наук, професор, член-кор. НАПрН України; Куцевич М.П., доктор юридичних наук, доцент; Кучинська О.П., доктор юридичних наук, професор; Книженко О.О., доктор юридичних наук, професор; Костюченко О.Ю., канд. юрид. наук, доцент; Лобойко Л.М., доктор юридичних наук, професор; Макаренко Н.К., доктор юридичних наук, доцент; Малюга Л.Ю., доктор юридичних наук, доцент; Мацелюх І.А., доктор юридичних наук, професор; Москвич Л.М., доктор юридичних наук, професор; Новицький Г.В., доктор юридичних наук, професор; Нор В.Т., доктор юридичних наук, професор, акад. НАПрН України; Найдьон Ю.О., доктор юридичних наук, професор; Подобний О.О., доктор юридичних наук, професор; Рогатюк І.В., доктор юридичних наук, доцент; Сергєєва Д.Б., доктор юридичних наук, професор; Столітній А.В., доктор юридичних наук, доцент; Сухачов О.О., доктор юридичних наук; Старенький О.С., доктор юридичних наук, доцент; Татаров О.Ю., доктор юридичних наук, професор; Удалова Л.Д., доктор юридичних наук, професор; Фаринник В.І., доктор юридичних наук; Цуцкірідзе М.С., доктор юридичних наук; Чернявський С.С., доктор юридичних наук, професор; Черняк А.М., доктор юридичних наук; Шевчишен А.В., доктор юридичних наук, доцент; Шепітько В.Ю., доктор юридичних наук, професор, акад. НАПрН України; Шумейко Д.О., доктор юридичних наук, доцент; Шумило М.Є., доктор юридичних наук, професор, член-кор. НАПрН України; Щербина Л.І., канд. юрид. наук, с.н.с.; Яновська О.Г., доктор юридичних наук, професор.

###### Іноземні члени редакційної колегії
Айтімов Болат Жолдасбекович, доктор філософії (Казахстан); Лорена Бахмайєр Вінтер, доктор філософії, проф. (Іспанія); Моніка Філіповська-Тузіл, доктор філософії, проф. (Польща); Маріанна Муравйова, проф. (Фінляндія); Дер-Чін Хорнг, проф. (Тайвань); Шимон Павелець, доктор філософії, проф. (Польща); Коломієць  К. В. (технічний секретар)

## Категорії читачів
Викладачі, науковці, аспіранти, студенти, практикуючи юристи, адвокати, слідчі, прокурори, судді, персонал судів, працівники органів державної влади та управління, юридичних установ, підприємств і організацій, що спеціалізуються у сфері діяльності судових та правоохоронних органів тощо.

## Інформація про випуски
Періодичність випуску − 4 рази на рік, 70х108 1/16. Загальний обсяг публікації (назва статті, відомості про автора, текст статті, список використаних джерел, анотації, ключові слова) не повинен перевищувати 25 сторінок формату А4 (Times New Roman; кегль 14; інтервал 1,5); загальний наклад 50 примірників.